# چ

Ilustrace

چ (transkripce che, v češtině če) je písmeno perské abecedy. Patří mezi pět písmen, která byla přidána do perské abecedy oproti standardní arabské. Vyslovuje se stejně jako české č (IPA: /t͡ʃ/). Vzniklo úpravou písmena ج, které se v perštině vyslovuje podobně jako české ž.

## Tvary
| samostatné | na konci slova | na začátku slova | uprostřed slova |
| ---------- | -------------- | ---------------- | --------------- |
| چ          | ‎ـچ‎‎             | چـ‎‎               | ـچـ‎‎‎             |